# 富新县 (金瓯省)
富新縣是越南金甌省下辖的一个县。面积461.87平方公里，2017年时总人口104192人。

## 地理
富新县西接南中国海，南接南根县，北接陈文泰县。

## 历史
1978年12月29日，明海省由原2市社6县重新划分为2市社12县，新设立富新县下辖1市镇16社。
1979年7月25日，新兴西社析置新海社、越概社析置越雄社、越胜社，富美A社析置富城社、富顺社，富美B社分设为富和社和富合社，该队市镇更名为富新市镇。
1983年3月28日，富新市镇析置新丰社，新海社析置新业社，越概社析置越勇社和越强社。
1984年5月17日，富新县并入丐渃县。
2003年11月17日，丐渃县以富美社、富新社、新海社、越胜社、新兴西社、阮越概社和该队汛市镇1市镇6社析置富新县。
2004年11月23日，富美社析置富顺社，新兴西社析置沥棹社。
2024年10月24日，越南国会常务委员会通过决议，自2024年12月1日起，阮越概社部分区域并入该队汛市镇。

## 行政区划
富新县下辖1市镇8社，县莅该队汛市镇。
- 该队汛市镇（Thị trấn Cái Đôi Vàm）
- 阮越概社（Xã Nguyễn Việt Khái）
- 富美社（Xã Phú Mỹ）
- 富新社（Xã Phú Tân）
- 富顺社（Xã Phú Thuận）
- 沥棹社（Xã Rạch Chèo）
- 新海社（Xã Tân Hải）
- 新兴西社（Xã Tân Hưng Tây）
- 越胜社（Xã Việt Thắng）

## 经济
富新县经济以农业、渔业为主，特别是小虾教养场。